# 40 ans : Mode d'emploi
Série
En cloque, mode d'emploi
(2007)
Pour plus de détails, voir Fiche technique et Distribution.
40 ans : Mode d'emploi (This Is 40) est un film américain écrit et réalisé par Judd Apatow et sorti en 2012.
Il s'agit d'un spin-off de En cloque, mode d'emploi, du même réalisateur, sorti en 2007. Il est centré sur les personnages de Debbie et Pete, respectivement incarnés par Leslie Mann et Paul Rudd. L'intrigue se déroule cinq ans après.

## Synopsis
Marié depuis des années, Pete est le seul homme de la maison : il vit entouré de sa femme Debbie et de leurs filles Charlotte et Sadie, âgées de 8 et 13 ans. Alors que son label indépendant bat de l'aile, avec Debbie, ils doivent trouver les moyens de lâcher prise et de profiter du reste de leur vie… avant de s'entretuer.

## Fiche technique
Sauf indication contraire, les informations mentionnées dans cette section peuvent être confirmées par les bases de données cinématographiques IMDb et Allociné,  présentes dans la section « Liens externes ».
- Titre original : This Is 40
- Titre francophone : 40 ans : Mode d'emploi
- Réalisation et scénario : Judd Apatow
- Musique : Jon Brion
- Direction artistique : Andrew Max Cahn
- Décors : Jefferson Sage ; Leslie A. Pope (décoratrice de plateau)
- Costumes : Leesa Evans
- Directeur de la photographie : Phedon Papamichael
- Montage : David L. Bertman
- Production : Judd Apatow, Barry Mendel et Clayton Townsend (en)
  - Coproduction : Paula Pell
- Sociétés de production : Apatow Productions et Forty Productions
- Société de distribution : Universal Pictures
- Pays de production :  États-Unis
- Langue originale : anglais
- Budget : 35 millions de dollars[2]
- Format : couleur - 35 mm - 2,35:1 - son Dolby Digital
- Genre : comédie
- Durée : 134 minutes
- Dates de sortie[3]
  - États-Unis, Canada : 21 décembre 2012
  - France, Belgique : 13 mars 2013

## Distribution
- Paul Rudd (V. F. : Cédric Dumond ; V. Q. : Patrice Dubois) : Pete
- Leslie Mann (V. F. : Brigitte Aubry ; V. Q. : Julie Beauchemin) : Debbie
- Jason Segel (V. F. : Jérôme Rebbot ; V. Q. : Philippe Martin) : Jason
- Charlyne Yi (V. F. : Audrey Sablé ; V. Q. : Geneviève Déry) : Jodi
- Melissa McCarthy (V. F. : Véronique Alycia ; V. Q. : Natalie Hamel-Roy) : Catherine
- Megan Fox (V. F. : Caroline Anglade ; V. Q. : Catherine Proulx-Lemay) : Desi
- Albert Brooks (V. F. : Patrick Messe ; V. Q. : Manuel Tadros) : Larry
- John Lithgow (V. F. : Patrick Préjean ; V. Q. : Guy Nadon) : Oliver
- Ryan Lee (en) : Joseph
- Lena Dunham (V. F. : Mélody Dubos) : Cat
- Chris O'Dowd (V. F. : Raphaël Cohen ; V. Q. : Tristan Harvey) : Ronnie
- Maude Apatow (V. F. : Camille Timmerman ; V. Q. : Juliette Mondoux) : Sadie
- Iris Apatow (V. F. :Joe Bourdeaux ; V. Q. : Kaly Roy) : Charlotte
- Robert Smigel (V. F. : Mathieu Buscatto ; V. Q. : Thiéry Dubé) : Barry
- Annie Mumolo (V. F. : Aurore Bonjour ; V. Q. : Mélanie Laberge) : Barb
- Tim Bagley : Dr Pellegrino
- Wyatt Russell (V. F. : Jean Rieffel) : le joueur de hockey dragueur
- Bill Hader : l'homme avec Desi (caméo non crédité)
- Graham Parker (V. F. Jean-Pierre Leroux) : lui-même
- Tom Freund : lui-même
- Billie Joe Armstrong : lui-même
- Ryan Adams : lui-même
- Scott Hartnell : lui-même (caméo)
- Ian Laperrière : lui-même (caméo)
- James Van Riemsdyk : lui-même (caméo)
- Matthew Carle : lui-même (caméo)

Sources et légendes : Version française (V. F.) sur RS Doublage et Version québécoise (V. Q.) sur Doublage.qc.ca

## Production

### Attribution des rôles
Les filles de Peter et Debbie sont incarnées par les filles de Leslie Mann et Judd Apatow, Maude et Iris. le scénario incorpore de véritables éléments de leurs vies, comme obsession de l'une d'elles pour Lost : Les Disparus.
Le chanteur, compositeur et guitariste de Green Day, Billie Joe Armstrong, tient son propre rôle.
Dans le commentaire audio du film, Judd Apatow révèle que l'homme avec Desi (Megan Fox) est incarné par Bill Hader.

### Tournage
Le tournage a lieu à Los Angeles (Mar Vista, Brentwood), Santa Monica, Rancho Palos Verdes.

## Accueil

### Accueil critique
40 ans : Mode d'emploi a rencontré un accueil critique mitigé dans les pays anglophones, recueillant 51 % d'avis positifs sur le site Rotten Tomatoes, basé sur 173 commentaires collectés et une note moyenne de 5.8⁄10 et un score moyen de 58⁄100 sur le site Metacritic, basé sur 37 commentaires collectés.
Toutefois, en France, le long-métrage obtient un accueil critique favorable, puisque le site Allociné lui attribue une note moyenne de 3.5⁄5, basé sur 24 commentaires collectés.

### Box-office
| Pays ou région | Box-office      | Date d'arrêt du box-office | Nombre de semaines |
| -------------- | --------------- | -------------------------- | ------------------ |
| Mondial        | 90 123 297 $    | 26 mai 2013                | 23                 |
| États-Unis     | 67 544 505 $    | 28 février 2013            | 10                 |
| France         | 170 721 entrées | 9 avril 2013               | 4                  |

Distribué aux États-Unis dans une combinaison maximale de 2,912 salles, 40 ans : Mode d'emploi démarre à la troisième place du box-office avec 3 714 075 $ de recettes pour son premier jour en salles, derrière Le Hobbit : Un voyage inattendu et Jack Reacher. Lors de son premier week-end à l'affiche, le long-métrage reste en troisième position du box-office avec 11 579 175 $. Le démarrage est inférieur à celui d'En cloque, mode d'emploi qui, en 2007, ayant démarré à la seconde place du box-office à la même période, avait totalisé 30 690 990 $, mais fait un peu mieux que la précédente production d'Apatow Productions, Cinq ans de réflexion, sorti en avril 2012, qui s'était classé en cinquième place du box-office à la même période avec 10 610 060 $. Il s'agit néanmoins du plus mauvais démarrage au box-office d'un film réalisé par Judd Apatow.
Toutefois en première semaine, 40 ans : Mode d'emploi chute à la cinquième place avec 23 930 290 $, ce qui est moins bien qu'En cloque, mode d'emploi à la même période avec une seconde place au box-office et 46 223 940 $ de recettes engrangées, mais mieux que Cinq ans de réflexion, qui totalisa 14 103 905 $, mais en étant classé à la seconde place du box-office à la même période.
Pour son second week-end, le film totalise 12 501 060 $, malgré une sixième place au box-office (la chute est due en raison à l'arrivée de Django Unchained, Les Misérables et Le Choc des générations (Parental Guidance) de la seconde à la quatrième place du box-office), soit un bénéfice en hausse de 8 % par rapport au premier week-end, portant le cumul des recettes à 36 431 350 $. En deuxième semaine, les recettes cumulées atteignent 45 901 845 $.
Le long métrage atteint les 60 millions de dollars de recettes pour sa quatrième semaine au box-office, avec 62 881 000 $, dont 61 442 180 $ en quatrième week-end. Au bout de dix semaines, 40 ans : Mode d'emploi finit avec 67 544 505 $ de recettes.

## Clins d'œil
Les personnages principaux de En cloque, mode d'emploi — incarnés par Seth Rogen (Ben ) et Katherine Heigl (Alison) — ne sont pas présents dans ce film. On peut cependant voir une photographie d'Alison sur le mur de la maison de Debbie et Pete. Par ailleurs, ce dernier mentionne des cookies à la marijuana offerts par Ben. Trois personnages sont de retour en plus de Debbie et Pete : Jodi (Charlyne Yi), Jason (Jason Segel) et le Dr Pellegrino (Tim Bagley).
Dans une scène, Pete fait une blague à propos de David Schwimmer et son personnage de Ross Geller dans la série télévisée Friends. L'interprète de Pete, Paul Rudd, est apparu dans de nombreux épisodes de la sitcom.
Le nom de la boutique de Debbie est Lulu’s (« chez Lulu »). Lulu était le surnom de Leslie Mann quand elle était enfant.